# لي كيج برات
لي كيج برات (بالإنجليزية: Le Gage Pratt)‏ هو سياسي أمريكي، ولد في 14 ديسمبر 1852 في ستيرلينغ في الولايات المتحدة، وتوفي في 9 مارس 1911 في نيوآرك في الولايات المتحدة. حزبياً، نشط في الحزب الديمقراطي. وقد انتخب عضو مجلس النواب الأمريكي.